# Línea 24 (autobuses urbanos de Granada)
La línea 24 fue una línea regular de autobús urbano de la ciudad española de Granada. Es operada por la empresa Transportes Rober.
Realizaba el recorrido comprendido entre la avenida Federico García Lorca, al sur del barrio de Almanjáyar, y Triunfo.
Tenía una frecuencia media de 30 a 35 minutos.

## Recorrido
La línea tiene como objetivo conectar el nuevo barrio formado en el entorno de la avenida Federico García Lorca con el centro de la ciudad. Fue instaurado en los años 2000, como un complemento a las líneas 3 y 33 que realizan un recorrido paralelo por la avenida Juan Pablo II, más al norte.
Su finalización en el Triunfo evita aumentar el colapso de transporte público de la Gran Vía, sin perder la posibilidad de trasbordo hacia el resto de líneas.